# Slagelse Provsti (før 2014)
Slagelse Provsti var et provsti i Roskilde Stift, Slagelse Kommune. Provstiet blev 1. januar 2014 lagt sammen med Skælskør Provsti og dannede indtil 1. januar 2016 Slagelse-Skælskør Provsti.
Slagelse Provsti bestod af 18 sogne med 19 kirker, fordelt på 11 pastorater.

## Pastorater
| Pastorater i Slagelse Provsti | Pastorater i Slagelse Provsti         | Pastorater i Slagelse Provsti           |
| ----------------------------- | ------------------------------------- | --------------------------------------- |
| Antvorskov Pastorat           | Halskov Pastorat                      | Kirke Stillinge-Hejninge Pastorat       |
| Nørrevang Pastorat            | Sankt Mikkels Pastorat                | Sankt Peders-Havrebjerg Pastorat        |
| Sankt Povls Pastorat          | Sønderup-Nordrupvester-Gudum Pastorat | Sorterup-Ottestrup-Kindertofte Pastorat |
| Tårnborg Pastorat             | Vemmelev-Hemmeshøj Pastorat           |                                         |

## Sogne
| Sogne i Slagelse Provsti | Sogne i Slagelse Provsti | Sogne i Slagelse Provsti |
| ------------------------ | ------------------------ | ------------------------ |
| Antvorskov Sogn          | Gudum Sogn               | Halskov Sogn             |
| Havrebjerg Sogn          | Hejninge Sogn            | Hemmeshøj Sogn           |
| Kindertofte Sogn         | Kirke Stillinge Sogn     | Nordrupvester Sogn       |
| Nørrevang Sogn           | Ottestrup Sogn           | Sankt Mikkels Sogn       |
| Sankt Peders Sogn        | Sankt Povls Sogn         | Sorterup Sogn            |
| Sønderup Sogn            | Tårnborg Sogn            | Vemmelev Sogn            |